# エルマーナス・ミラバル州
エルマーナス・ミラバル州（エルマーナス・ミラバルしゅう、スペイン語: Provincia de Hermanas Mirabal）はドミニカ共和国の州である。州都はサルセード。

## 隣接州
- エスパイジャト州
- ドゥアルテ州
- ラ・ベガ州

## 下位行政区画

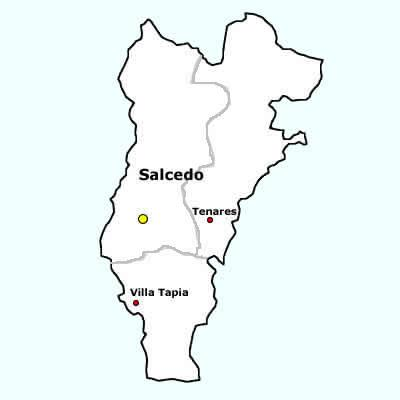
エルマーナス・ミラバル州の基礎自治体

1. サルセード（英語版）
2. テナレス（英語版）
3. ビージャ・タピア（英語版）